# Кремличка, Рудольф
Рудольф Кремличка (чеш. Rudolf Kremlička; 19 июня 1886[…], Колин, Цислейтания[…] — 3 июня 1932[…], Подоли) — чешский живописец и график.

## Жизнь и творчество
Рудольф Кремличка получил художественное образование в 1907—1912 годах в пражской Академии изящных искусств, под руководством профессоров Влахо Буковаца и Богумира Роубалика. Однако стилистически Кремличка как художник оказался ближе творчеству Максимилиана Пирнера и Гануша Швайгера; так же, как и последний, Кремличка изучает старую голландскую живопись и подражает ей.
Ранние полотна Р. Кремлички («Девочка в белом трико» (1915), серия «Танцовщицы» (1916—1918)) написаны в импрессионистском стиле. В конце 1910-х годов обозначился перелом в творчестве художника, всё более обозначается его собственный, индивидуальный творческий стиль, тяготеющий к неоклассицизму. Полотна цикла «Прачки» (1919—1923) несут в себе социально-политический подтекст, типичный для европейского левого искусства в период между двумя мировыми войнами.
В период с середины 1920-х и до начала 1930-х годов Р.Кремличка создаёт свои большие произведения — преимущественно это полотна ню: «Женщины на берегу» (1925), «Купальщицы» (1931). Кроме этого, он рисует пейзажи: «гавань Дуино близ Триеста» (1927), «Парусники в порту» (1928), «Скалы и море» (1930), виды городов (цикл картин «Флоренция»). Одним из наиболее значительных заказов художника в этот период была мозаика для дворца Феликс на Вацлавской площади в Праге.

## Галерея

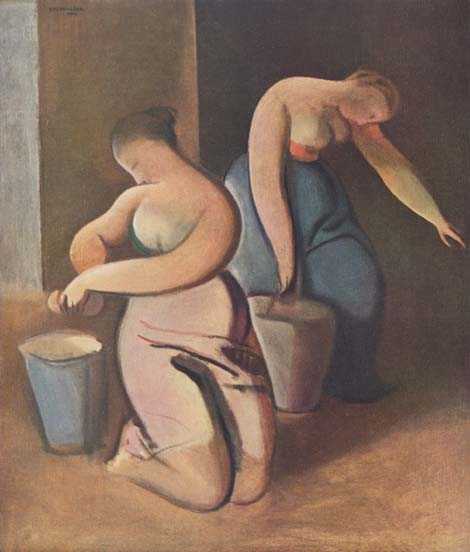
Прачки (1919)
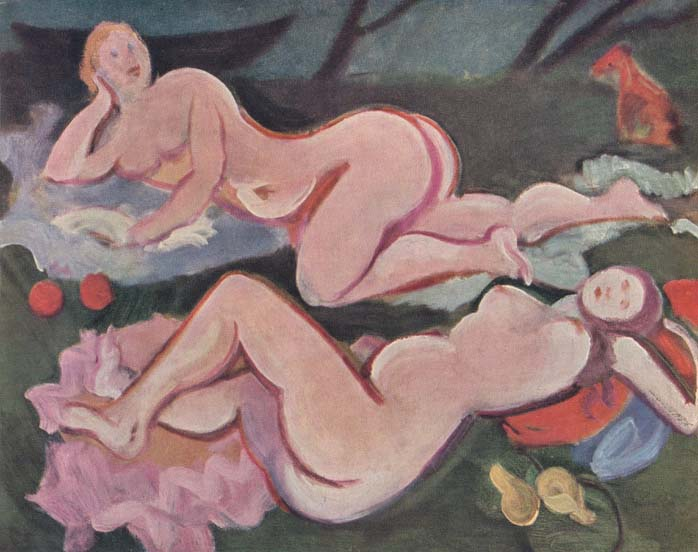
Уикэнд (1931)
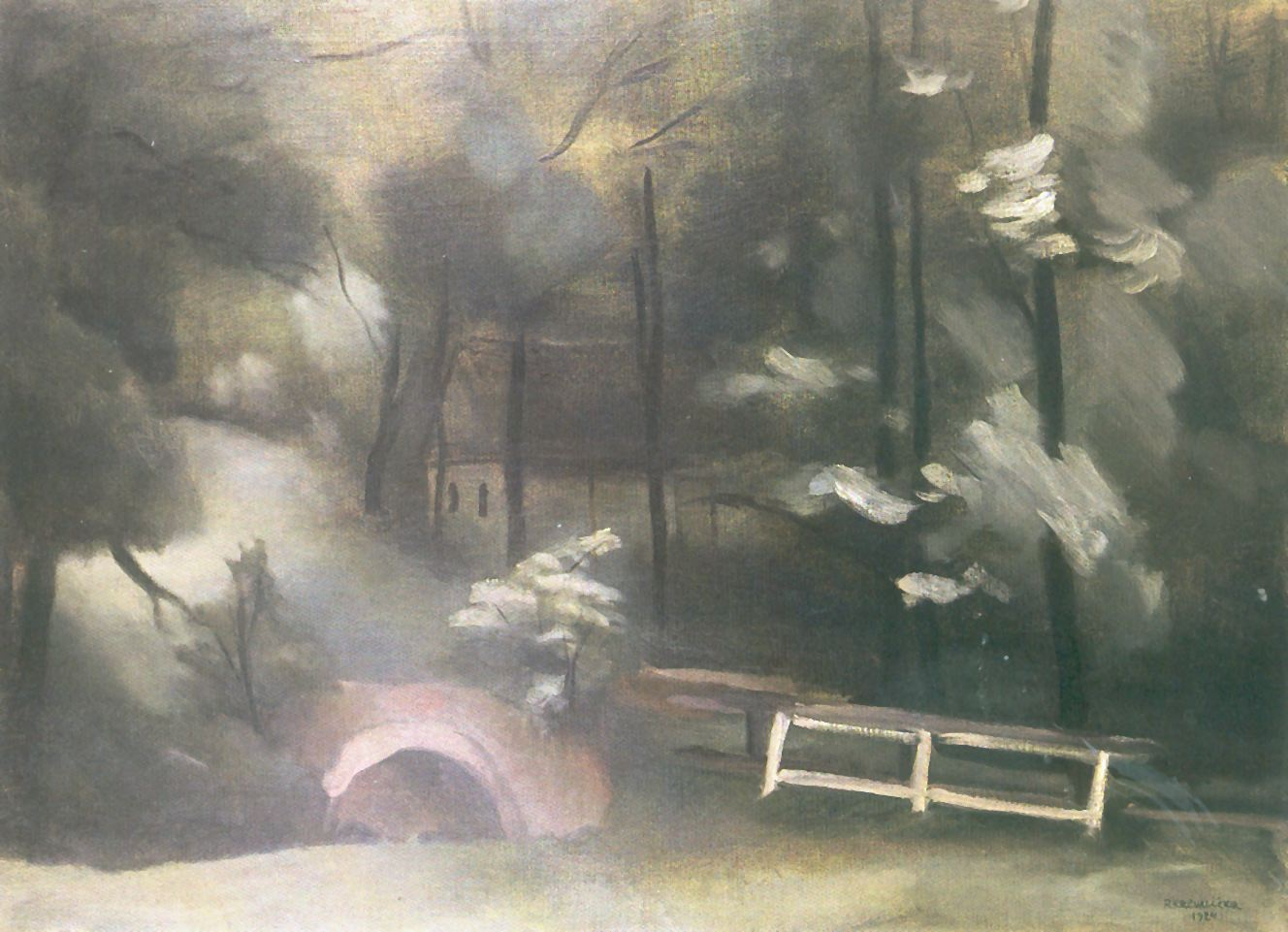
Избушка в лесу (1924)
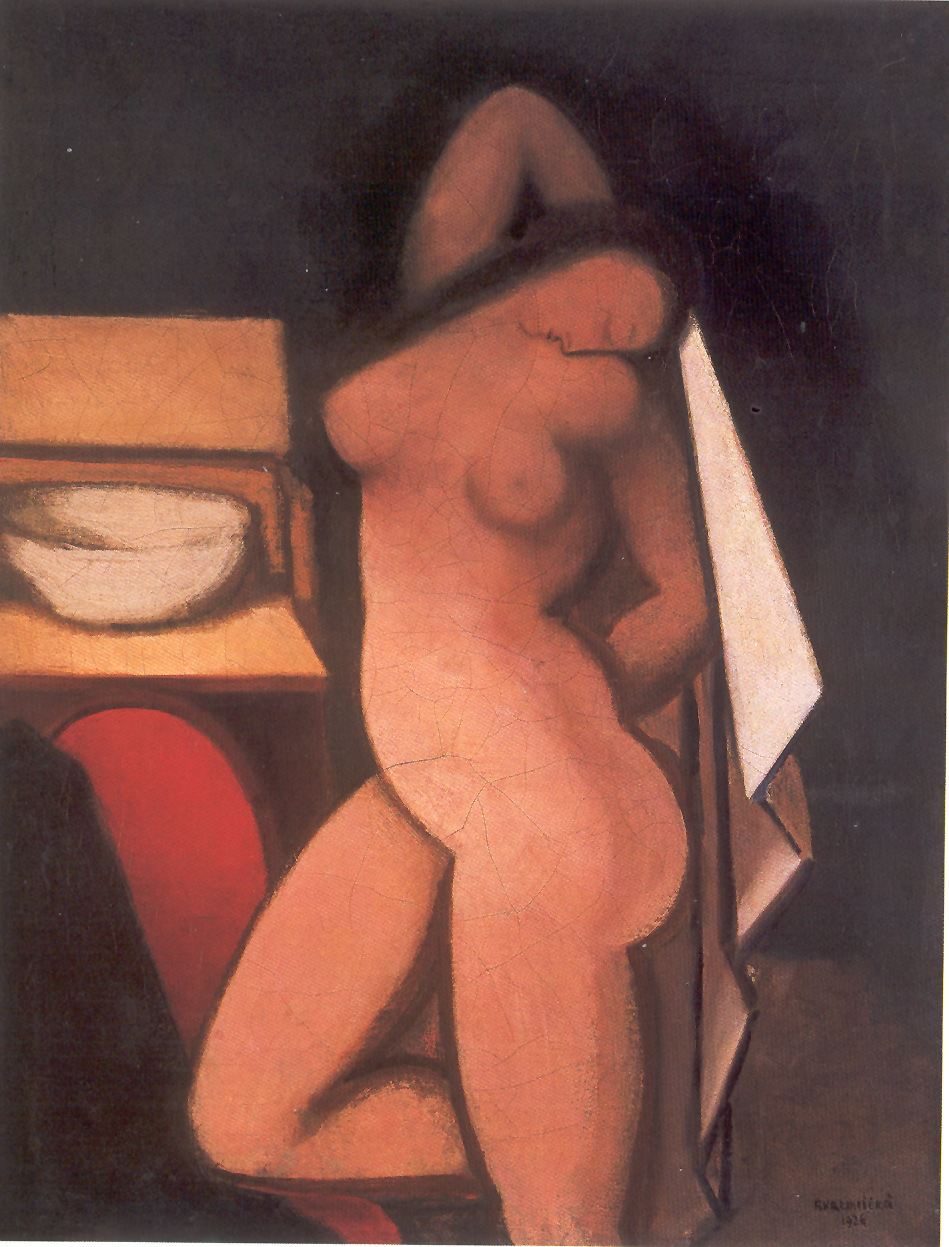
За туалетом (1926)
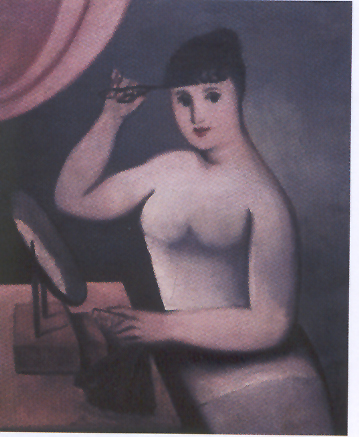
В девичьей спальне (1922)